# Conte di Gowrie
Conte di Gowrie è un titolo nobiliare inglese nella Parìa del Regno Unito.

## Storia
Il titolo venne creato nella storia per due volte, la prima nella Parìa di Scozia e la seconda nella Parìa del Regno Unito, sempre per membri della famiglia Ruthven. Il titolo deriva il proprio nome da Gowrie, regione storica e antica provincia della Scozia. Il 23 agosto 1581 William Ruthven, IV lord Ruthven, venne creato Conte di Gowrie da Giacomo VI di Scozia. Questi fu poi decapitato per alto tradimento ed i suoi titoli revocati il 28 maggio 1584. Due anni più tardi, nel 1586, i titoli vennero ripristinati per suo figlio, il II conte, che venne restaurato come conte di Gowrie e lord Ruthven, titoli nuovamente soppressi con il noto complotto e la successiva morte del fratello minore del II conte, il III conte, nel 1600.
La famiglia Ruthven discende da Sir William Ruthven, che era stato creato Lord Ruthven nella parìa di Scozia nel 1488. Il figlio ed erede di lord Ruthven, William Ruthven, signore di Ruthven, fu uno dei nobili scozzesi uccisi nella Battaglia di Flodden del 1513. Lord Ruthven morì nel 1528 e venne succeduto dal nipote, William, il II lord, figlio del signore di Ruthven. Il II lord fu un Extraordinary Lord of Session e Keeper of the Privy Seal of Scotland. Venne succeduto da suo figlio, Patrick, il III lord. Questi era il capo di una banda che assassinò David Rizzio. Dopo l'assassinio fuggì in Inghilterra ove morì nel 1566. Venne succeduto da suo figlio, William, il già menzionato IV lord che venne creato conte di Gowrie nel 1581.
Thomas Ruthven, nipote di Alexander Ruthven di Freeland, figlio minore del II lord Ruthven, venne creato Lord Ruthven di Freeland nel 1651. Un suo discendente fu Walter Hore-Ruthven, IX lord Ruthven di Freeland che venne creato Barone Ruthven di Gowrie, di Gowrie nella contea di Perth, nella Parìa del Regno Unito nel 1919. Questi venne succeduto dal primogenito, Walter, il X lord. Alla morte di quest'ultimo nel 1956 la signoria scozzese passò alla figlia, Bridget Helen Monckton, XI lady Ruthven, mentre la baronia di Ruthven di Gowrie creata nel 1919 (che poteva essere trasmessa solo per via maschile) passò al pronipote, Grey Ruthven, II conte di Gowrie, che divenne III barone. Lord Gowrie era nipote di Alexander Hore-Ruthven, Governatore generale dell'Australia dal 1936 al 1945 e figlio secondogenito del IX lord Ruthven di Freeland. Alexander Hore-Ruthven era stato elevato alla Parìa del Regno Unito col titolo di Baron Gowrie, di Canberra nel Commonwealth dell'Australia e di Dirleton nella contea di East Lothian, nel 1935. Nel 1945 venne onorato ulteriormente col titolo di Visconte Ruthven di Canberra, di Dirleton nella contea di East Lothian, e Conte di Gowrie nella Parìa del Regno Unito, ripristinando così la contea creata per il suo antenato nel XVI secolo. Attualmente i titoli sono detenuti dal nipote di quest'ultimo, il II conte, figlio primogenito di Patrick Hore-Ruthven, unico figlio sopravvissuto del I conte, al quale è succeduto nel 1942. Politico conservatore sotto le amministrazioni di Margaret Thatcher negli anni '80 del Novecento, ha perduto il proprio seggio alla Camera dei Lords a seguito dell'House of Lords Act 1999. Lord Gowrie è inoltre capo del Clan Ruthven.

## Lords Ruthven (1488)
- William Ruthven, I lord Ruthven (m. 1528)
- William Ruthven, II lord Ruthven (m. 1552)
- Patrick Ruthven, III lord Ruthven (c. 1520–1566)
- William Ruthven, IV lord Ruthven (d. 1584) (creato Conte di Gowrie nel 1581)

## Conti di Gowrie (1581)
- William Ruthven, I conte di Gowrie (c. 1545–1584) (abolito nel 1584)
- James Ruthven, II conte di Gowrie (1575–1588) (ripristinato nel 1586)
- John Ruthven, III conte di Gowrie (1576–1600)

## Conti di Gowrie (1945)
- Alexander Hore-Ruthven, I conte di Gowrie (1872–1955)
- (Alexander Patrick) Greysteil Ruthven, II conte di Gowrie (1939–2021)

L'erede apparente è il figlio dell'attuale detentore del titolo, (Patrick Leo) Brer Ruthven, visconte Ruthven di Canberra (n. 1964).